# Korespondenční seminář z informatiky
Korespondenční seminář z informatiky (zkráceně KSI) je korespondenční soutěž pro studenty středních škol a odpovídajících ročníků víceletých gymnázií. Cílem semináře je přiblížit studentům různé oblasti informatiky a motivovat je k dalšímu studiu tohoto oboru. Každoročně vychází pět sad úloh, pořádají se jednorázové doprovodné soutěže a nejlepší řešitelé se mohou zúčastnit závěrečného soustředění K-SCUK.

## Průběh soutěže
Každý ročník semináře se skládá z několika tematických vln. Středobodem semináře je graf úloh, který se řešitelé snaží projít a po cestě vyřešit co nejvíce úloh. Některé části grafu představují základní myšlenky, pojmy a postupy a obsahují jednoduché úlohy, jejichž správnost se vyhodnocuje okamžitě automaticky. Jiné obsahují hlavní soutěžní úlohy, na jejichž vyřešení a sepsání je zhruba jeden měsíc. Po termínu odevzdání se úloha uzamkne, organizátoři opraví řešení, přidělí za ně body, poskytnou zpětnou vazbu a zveřejní vzorové řešení úlohy. Soutěžní úlohy jsou pak různého charakteru a zatímco nejjednodušší úlohy by po projití úvodních uzlů grafu měl zvládnout každý, nad tou nejtěžší se může zapotit i ostřílený řešitel programátorských soutěží. 
Úspěšným řešitelům bude odpuštěno přijímací řízení, pokud se hlásí na Fakulty informatiky MU.

## Organizátoři
KSI organizují převážně studenti Fakulty informatiky MU za její finanční podpory.

## Soustředění K-SCUK
Po vyhodnocení poslední sady jsou úspěšní řešitelé semináře pozvání na týdenní soustředění K-SCUK, které je společné pro KSI a biologický seminář IBIS. Na soustředění probíhá nejen zajímavý odborný program, ale i nabitý program doprovodný. 
Odborný program je částečně dělený mezi informatiku a biologii, částečně společný. Skládá se z přednášek, dílen, diskuzí a alternativních vzdělávacích bloků. 

## Přidružené soutěže
Nejen pro řešitele KSI organizátoři pořádají další jednorázové aktivity, zejména týmové soutěže INTERLOS a INTERSOB.
INTERnetová LOgická Soutěž je pětihodinová hra probíhající přes internet. 
Nejvýše pětičlenné týmy se snaží v daném čase vyřešit co nejvíce z 27 zveřejněných úloh, které prověří logické myšlení, prací s počítačem i dešifrovací dovednosti. Více informací na https://interlos.fi.muni.cz.
INTERdisciplinární SOutěž Brno je zábavná a poučná jednodenní soutěž, při které se studenti netradičním způsobem podívají do zákulisí Masarykovy univerzity a poměří své síly s dalšími týmy v mnoha různých oblastech. Více informací na https://intersob.math.muni.cz/.